# Gebze
Gebze, no passado chamada Dacibiza (Dakibyza) e Libissa (Libyssa), é uma cidade industrial na província de Cocaeli, no noroeste da Turquia, a cerca de 30 km a leste de Istambul e à beira do Mar de Mármara. É o maior distrito de Cocaeli e é responsável por 15% da produção industrial turca.[carece de fontes?] A cidade assistiu a um crescimento acelerado nos últimos anos, passando de 159 116 habitantes em 1990 para 282 444 em 2009.
Foi no antigo porto de Libyssa (atualmente a área de Gebze conhecida como Diliskelesi) que o general cartaginês Aníbal se suicidou no Mar de Mármara, por preferir morrer a ser capturado pelos romanos.
O distrito ocupa a área mais ocidental da província de Cocaeli, estando confrontada a a oeste pelo distrito de Tuzla, a noroeste por Pendik, a norte por Şile e a leste por Körfez; só este último não é da província de Istambul. O distrito está dividido em três entidade municipais: Gebze, Şekerpınar e Tavşancıl, e tem 22 "aldeias" (köy, localidades menores): Ahatlı, Balçık, Cumaköy, Çerkeşli, Demirciler, Denizli, Duraklı, Elbizli, Eskihisar, Hatipler, Kadıllı, Kargalı, Köseler, Mollafenari, Muallimköy, Mudarlı, Ovacık, Pelitli, Tavşanlı, Tepecik, Tepemanayır (Tepepanayır) e Yağcılar.
A extremidade norte da futura Ponte da Baía de İzmit vai localizar-se em Gebze. O projeto encontra-se (2011) em fase avançada e prevê-se que as obras estejam finalizadas até 2017. A ponte vai ligar as margens do Mar de Mármara de Kababurun e Dilburnu.